# Sydamerikansk vipa
Sydamerikansk vipa (Vanellus chilensis) är en fågel i familjen pipare inom ordningen vadarfåglar. Som namnet avslöjar förekommer den i Sydamerika, men har på senare år expanderat sitt utbredningsområde norrut till åtminstone Nicaragua i Centralamerika. I takt med avskogningen ökar arten i antal.

## Utseende och läte
Sydamerikansk vipa är en stor tofsförsedd vipa, med svart bröst, vit buk, grått eller brunt huvud och gråbrun ovansida med bronsfärgade skuldror. Innanför näbben, från pannan ner till hakan, löper en svart ansiktsmask. I flykten syns att vingarna är tydligt tecknade i svart och vitt. Lätet är ett ljudlig och raspigt "tero-tero-tero-tero".

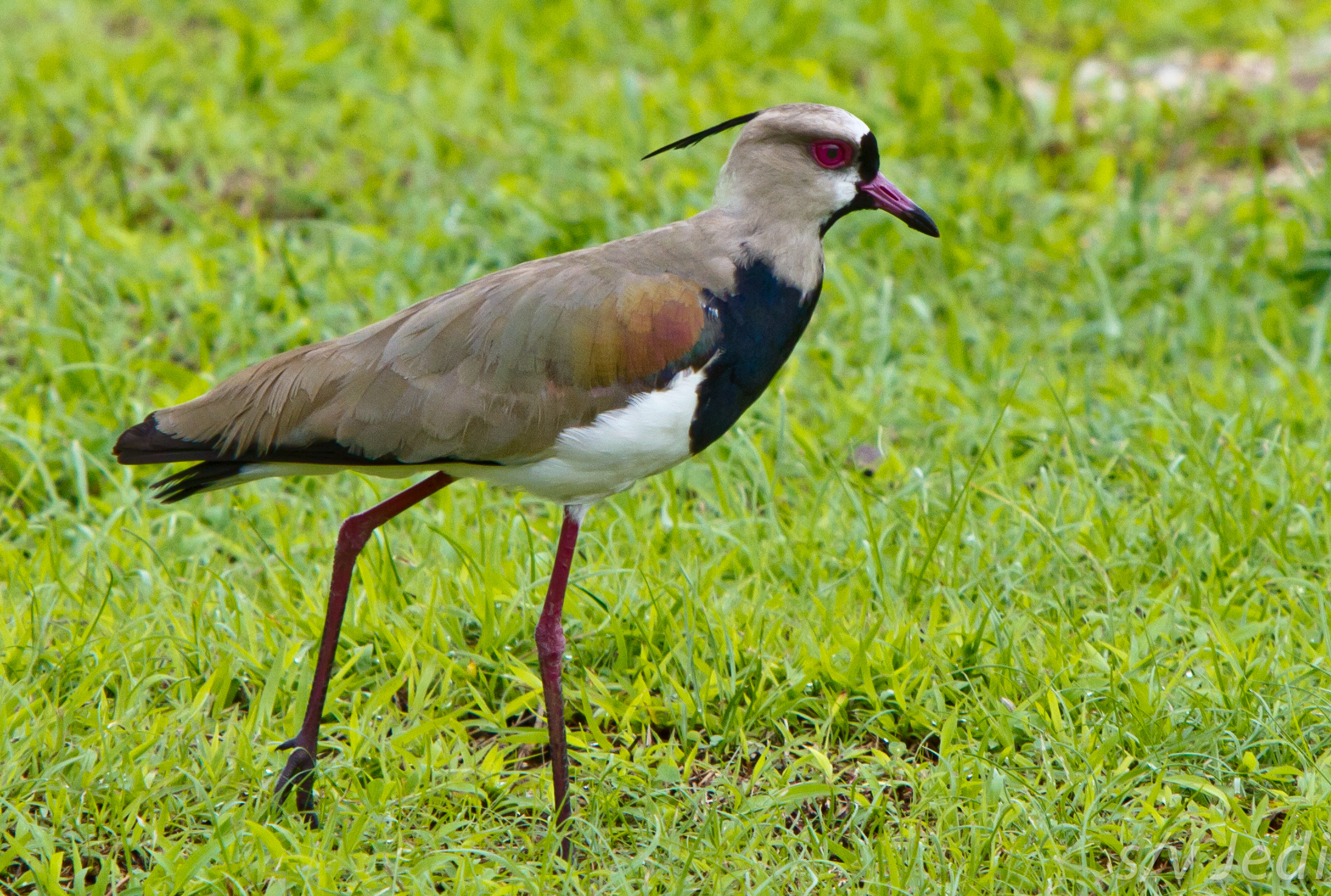

## Utbredning och systematik
Sydamerikansk vipa förekommer i södra Centralamerika och Sydamerika. Den delas in i fyra underarter med följande utbredning:
- Vanellus chilensis cayennensis – förekommer i norra Sydamerika norr om Amazonfloden söderut till nordöstra Peru (Loreto); har på senare tid expanderat in i Centralamerika, i norr till Nicaragua[5]
- Vanellus chilensis lampronotus – förekommer söder om Amazonfloden samt öster om Anderna till norra och östra Bolivia, Uruguay och norra Argentina
- Vanellus chilensis chilensis – förekommer i centrala Argentina (Mendoza) och centrala Chile (Atacama; påträffad i norr till Antofagaste) söderut till ön Chiloé och Comodoro Rivadavia
- Vanellus chilensis fretensis – förekommer i södra Argentina och södra Chile

Arten är i stort sett stannfågel, men populationer längst i söder flyttar norrut till varmare områden vintertid.
Sydamerikansk vipa förekom tidigare enbart i Sydamerika och var sällsynt eller saknades helt i västra Amazonområdet. Sedan 1930-talet är den känd från Panama och finns nu även i Costa Rica och Nicaragua. Häckning har också konstaterats i Västindien, på Barbados 2007. Första fyndet gjordes i Belize 2004 och Mexiko 1996. Den har även vid flera tillfällen påträffats i USA, i bland annat Maryland och Florida.

## Levnadssätt
Sydamerikansk vipa är en vanlig fågel i gräs- och betesmarker, vanligen nära vatten men också i torrare områden. Den ses ofta i par eller småflockar. Födan består av insekter, men också småfisk och vattenlevande ryggradslösa djur. 

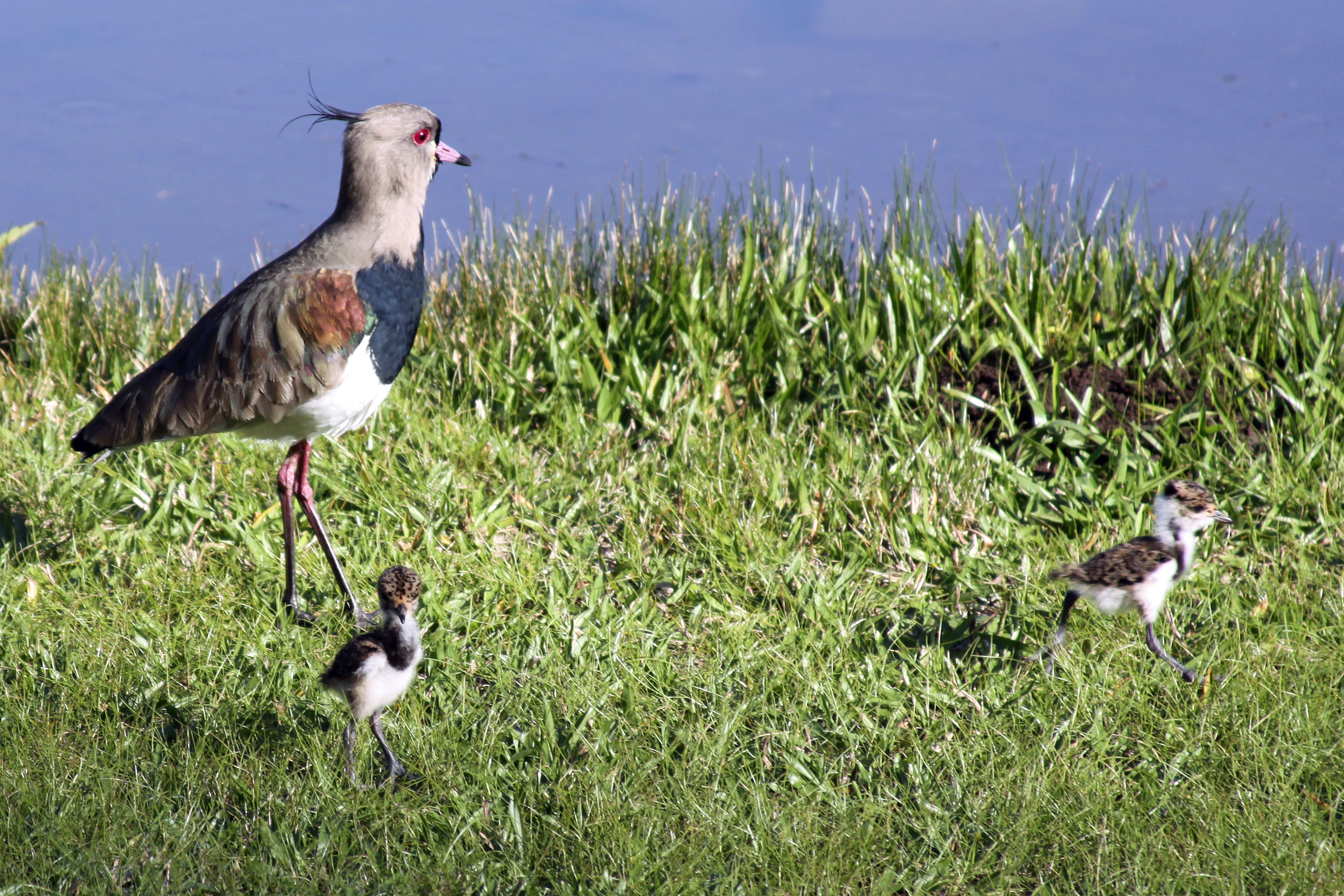
Sydamerikansk vipa med ungar.

## Status och hot
Arten har ett stort utbredningsområde och en stor population, och tros öka i antal. Utifrån dessa kriterier kategoriserar internationella naturvårdsunionen IUCN arten som livskraftig (LC). Världspopulationen uppskattas till mellan fem och 50 miljoner vuxna individer.